# 小行星1016
小行星1016（1016 Anitra）是一颗围绕太阳公转的小行星。
該小行星以挪威劇作家亨里克·易卜生的劇作《培爾·金特》的登場角色安尼特拉（Anitra）命名。

## 参数
这颗小行星的绝对星等为12.0等，自转周期为5.9288小时。